# Coeliccia dierli
Coeliccia dierli là loài chuồn chuồn trong họ Platycnemididae. Loài này được St. Quentin mô tả khoa học đầu tiên năm 1970.